# ジョイ・ブライアント
ジョイ・ブライアント（Joy Bryant,  1974年10月18日 - ）は、アメリカ合衆国の女優、モデルである。

## 来歴
1974年、ニューヨーク市のブロンクス区に生まれで、祖母により育てられた。3歳の頃よりダンスを習い始め、高校を卒業した後はイェール大学へ進学した。その後、Ill Al Skratchの『I'll Take Her』という曲のミュージックビデオでキャリアをスタート。その後、モデルとしてラルフ・ローレンなどの広告塔となり、同時にカルロス・サンタナのミュージックビデオなどへも出演してキャリアを重ねていく。2001年にテレビ映画『カルメン：ヒップ・ホペラ』で女優としての活動を本格化させ、マーティン・ローレンス主演の『ミート・ザ・ジェンキンス』や『スパイダーマン2』、テレビシリーズでは『Parenthood』等へも出演した。2011年にはエンターテイメント・ウェブサイトのBuddy TVにおいて、最もセクシーな女性100人の19位に選ばれている。

### 私生活
2007年にスタントマンのデイヴ・ポープと婚約したことが報じられ、2008年にポープと結婚した。

## 出演作品

### 映画
- カルメン：ヒップ・ホペラ Carmen: A Hip Hopera (2001) ※テレビ映画
- ショウタイム Showtime (2002)
- きみの帰る場所/ アントワン・フィッシャー Antwone Fisher (2002)
- バッドアス! How to Get the Man's Foot Outta Your Ass (2003)
- ダンス・レボリューション Honey (2003)
- スパイダーマン2 Spider-Man 2 (2004)
- スリーウェイ 誘う女たち Three Way (2004)
- ヘイヴン 堕ちた楽園 Haven (2004)
- Rhythm City Volume One: Caught Up (2005) ※ビデオ作品
- スケルトン・キー The Skeleton Key (2005)
- エクスタシー London (2005)
- ゲット・リッチ・オア・ダイ・トライン Get Rich or Die Tryin (2005)
- ボビー Bobby (2006)
- ハンティング・パーティ The Hunting Party (2007)
- ミート・ザ・ジェンキンス Welcome Home, Roscoe Jenkins (2008)
- HIT＆RUN Hit and Run (2012)
- きのうの夜は... About Last Night (2014)

### テレビドラマ
- ER緊急救命室 ER (2003, 2004)
- アントラージュ★オレたちのハリウッド Entourage (2008)
- Parenthood (2010 - 2014)
- Love Bites (2011)
- トリンケット 〜小さな宝物〜 Trinkets (2019-)

## 参照
1. ↑  http://www.elle.com/life-love/society-career/joy-bryant-sustainable-living
2. ↑  http://www.people.com/people/article/0,,1127360,00.html
3. ↑  http://madeinatlantis.com/biography/joy_bryant_bio.htm
4. ↑  http://www.buddytv.com/slideshows/one-tree-hill/tvs-100-sexiest-women-of-2011-27145.aspx
5. ↑  http://www.people.com/people/article/0,,20209400,00.html